# Frauenfußball Universitätssportverein Jena 2015-2016
Questa voce raccoglie le informazioni riguardanti la sezione di calcio femminile del Frauenfußball Universitätssportverein Jena nelle competizioni ufficiali della stagione 2015-2016.

## Stagione

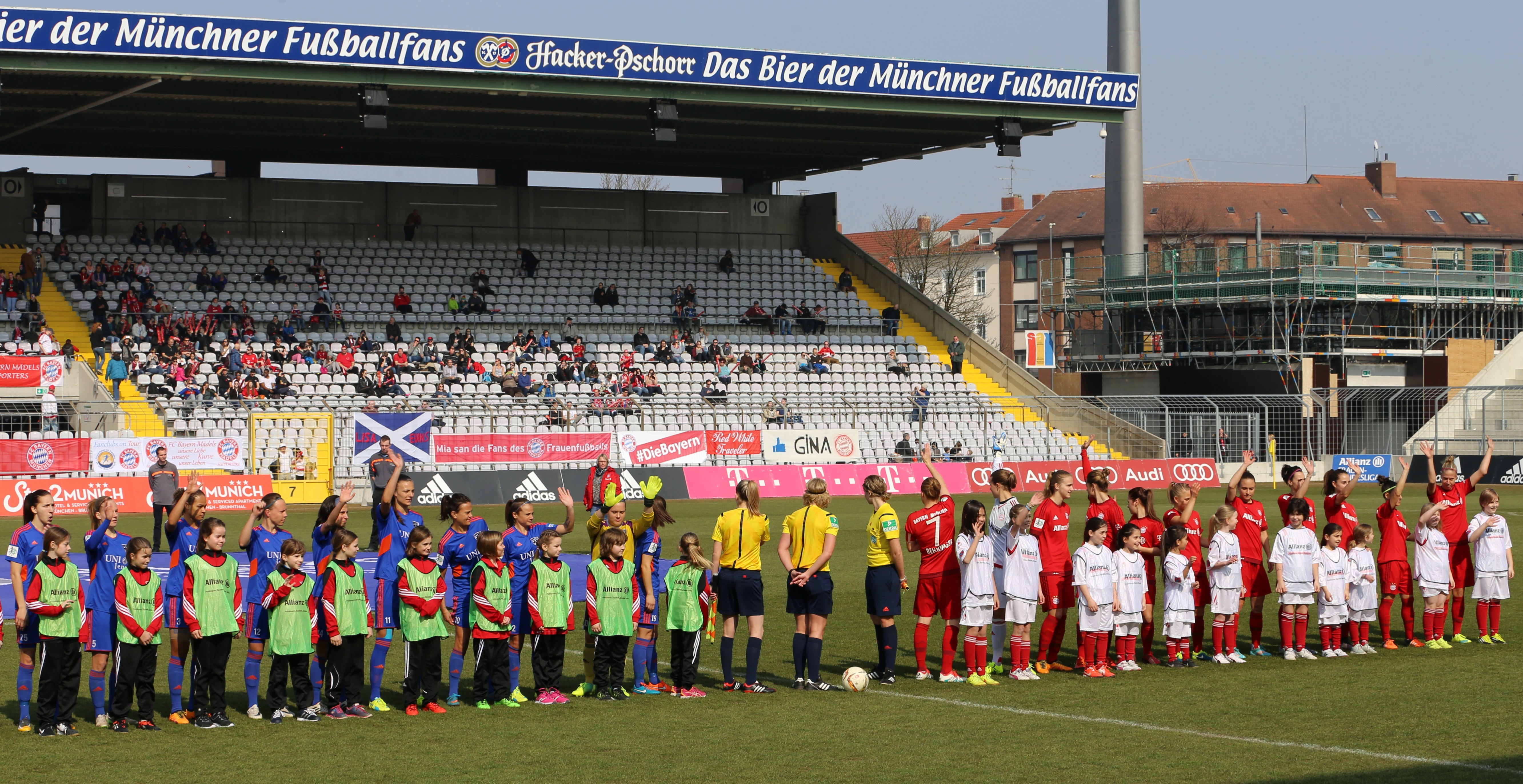
16ª giornata di campionato; lo Jena, a sinistra, schierato prima dell'incontro esterno con il.

## Divise e sponsor
Il main sponsor era UNI Jena, quello tecnico, fornitore delle tenute da gioco, Adidas.
|  | Casa | Trasferta |

## Organigramma societario
Tratto dal sito ufficiale, aggiornato al 23 marzo 2016.
Area tecnica
- Allenatore: Daniel Kraus
- Allenatore in seconda: Steffen Beck
- Allenatore dei portieri: Bernd Lindrath
- Fisioterapista: Juliane Hannott

## Rosa
Rosa, ruoli e numeri di maglia come da sito ufficiale, aggiornata al 23 marzo 2016, integrata dal sito della Federcalcio tedesca (DFB).
| N. |                          | Ruolo | Calciatore                     |
| -- | ------------------------ | ----- | ------------------------------ |
| 1  | Germania (bandiera)      | P     | Julia Gornowitz                |
| 2  | Nuova Zelanda (bandiera) | D     | Ria Percival                   |
| 3  | Canada (bandiera)        | D     | Rachel Melhado                 |
| 4  | Germania (bandiera)      | C     | Lina Hausicke                  |
| 5  | Germania (bandiera)      | D     | Annalena Breitenbach           |
| 6  | Germania (bandiera)      | C     | Susanne Utes                   |
| 8  | Germania (bandiera)      | C     | Anja Heuschkel                 |
| 9  | Stati Uniti (bandiera)   | C     | Jennifer Martin                |
| 10 | Nuova Zelanda (bandiera) | A     | Amber Hearn                    |
| 11 | Rep. Ceca (bandiera)     | A     | Lucie Voňková                  |
| 12 | Rep. Ceca (bandiera)     | D     | Jana Sedláčková                |
| 13 | Germania (bandiera)      | D     | Karoline Heinze                |
| 14 | Portogallo (bandiera)    | C     | Dolores Isabel Jácome Da Silva |

| N. |                        | Ruolo | Calciatore                   |
| -- | ---------------------- | ----- | ---------------------------- |
| 15 | Germania (bandiera)    | D     | Vanessa Müller               |
| 16 | Germania (bandiera)    | A     | Anna Krafczyk                |
| 18 | Germania (bandiera)    | D     | Celine Schöppe               |
| 19 | Croazia (bandiera)     | C     | Iva Landeka                  |
| 20 | Germania (bandiera)    | C     | Anna Weiß                    |
| 22 | Paesi Bassi (bandiera) | A     | Claudia van den Heiligenberg |
| 23 | Germania (bandiera)    | D     | Jacqueline Marie Cruz        |
| 24 | Germania (bandiera)    | P     | Kathrin Längert              |
| 25 | Germania (bandiera)    | A     | Ivana Rudelić                |
| 28 | Germania (bandiera)    | C     | Annika Graser                |
| 29 | Germania (bandiera)    | P     | Vanessa Fischer              |
| 30 | Svizzera (bandiera)    | P     | Stenia Michel                |
| 31 | Germania (bandiera)    | C     | Julia Arnold                 |

## Calciomercato

### Sessione estiva
| Acquisti | Acquisti               | Acquisti               | Acquisti                  |
| R.       | Nome                   | da                     | Modalità                  |
| -------- | ---------------------- | ---------------------- | ------------------------- |
| D        | Jackie Cruz            | Magdeburger FFC        | definitivo                |
| D        | Dolores Silva          | MSV Duisburg           | definitivo                |
| D        | Rachel Melhado         | Herforder              | definitivo                |
| D        | Jana Petříková         | Lübars                 | definitivo                |
| C        | Claudia Vonkova        | Ajax                   | definitivo                |
| A        | Felicitas Mauersberger | Jena [Primavera B (F)] | aggregata dalle giovanili |
| A        | Lucie Voňková          | MSV Duisburg           | definitivo                |

| Cessioni | Cessioni         | Cessioni               | Cessioni                       |
| R.       | Nome             | a                      | Modalità                       |
| -------- | ---------------- | ---------------------- | ------------------------------ |
| D        | Laura Brosius    | Jena [Primavera B (F)] | aggregata alle giovanili       |
| D        | Lisa Seiler      | Jena II                | aggregata alla squadra riserve |
| D        | Vivien Beil      | Maine Black Bears      | definitivo                     |
| C        | Madlen Frank     | FFV Lipsia             | definitivo                     |
| C        | Lara Keller      | Zurigo                 | definitivo                     |
| C        | Carolin Schiewe  | Friburgo               | definitivo                     |
| A        | Christina Julien | Colonia                | definitivo                     |

### Sessione invernale
| Acquisti | Acquisti        | Acquisti  | Acquisti   |
| R.       | Nome            | da        | Modalità   |
| -------- | --------------- | --------- | ---------- |
| P        | Kathrin Längert | Rosengård | definitivo |

| Cessioni | Cessioni | Cessioni | Cessioni |
| R.       | Nome     | a        | Modalità |
| -------- | -------- | -------- | -------- |
|          |          |          |          |

## Risultati

### Frauen-Bundesliga

#### Girone di andata
| Arbitro: | Stolz (Pritzwalk) |

|  |           |                                                                                            |
|  | Marcatori | 9’, 26’ Wullaert 22’ Popp 36’ Šimić 71’ Faißt 76’ Jensen 80’ (rig.) Bussaglia 86’ Bernauer |

| Leverkusen 6 settembre 2015, ore 14:00 CEST 2ª giornata | Bayer Leverkusen    | 0 – 0 referto | Jena | Kurt-Rieß Sportanlage (348 spett.)\| Arbitro: \| Westerhoff (Bochum) \| |
| Arbitro:                                                | Westerhoff (Bochum) |               |      |                                                                         |

| Arbitro: | Derlin (Bad Schwartau) |

|           |           |  |
| Hearn 90’ | Marcatori |  |

| Arbitro: | Wacker (Lehrensteinsfeld) |

|                                            |           |  |
| Schüller 6’ Hartmann 23’, 53’ Doorsoun 36’ | Marcatori |  |

| Arbitro: | Hussein (Bad Harzburg) |

|            |           |           |
| Arnold 76’ | Marcatori | 57’ Mewis |

| Arbitro: | Söder (Ingolstadt) |

|          |           |                         |
| Betz 42’ | Marcatori | 1’ Van den Heiligenberg |

| Arbitro: | Heimann (Gladbeck) |

|             |           |             |
| Hearn 90+2’ | Marcatori | 77’ Kayikçi |

| Arbitro: | Wozniak (Herne) |

|  |           |                     |
|  | Marcatori | 78’ (aut.) Siwińska |

| Arbitro: | Lohmeyer (Holtland) |

|                                              |           |                                                      |
| Hearn 5’ Landeka 55’, 75’ (rig.) Rudelić 87’ | Marcatori | 23’ Islacker 70’, 80’, 90+2’ Marozsán 81’ Garefrekes |

| Arbitro: | Wacker (Lehrensteinsfeld) |

|  |           |                     |
|  | Marcatori | 3’ Munk 8’ Gerhardt |

| Arbitro: | Westerhoff (Bochum) |

|                                      |           |           |
| Damnjanović 33’ Vojteková 71’ (rig.) | Marcatori | 18’ Hearn |

#### Girone di ritorno
| Arbitro: | Kurtes (Düsseldorf) |

|                     |           |                       |
| Goeßling 66’ (rig.) | Marcatori | 11’ Voňková 57’ Hearn |

| Arbitro: | Westerhoff (Bochum) |

|                                  |           |          |
| Hearn 23’ Landeka 39’ Martin 88’ | Marcatori | 9’ Simon |

| Arbitro: | Hussein (Bad Harzburg) |

|             |           |                                |
| Sanders 70’ | Marcatori | 14’ Landeka 32’ (aut.) Ulbrich |

| Arbitro: | Rafalski (Baunatal) |

|             |           |                                               |
| Voňková 89’ | Marcatori | 4’ Hochstein 15’, 63’ Doorsoun 72’ Brüggemann |

| Arbitro: | Derlin (Bad Schwartau) |

|                                                      |           |             |
| Miedema 2’, 22’, 69’ Behringer 10’ (rig.) Rolser 57’ | Marcatori | 24’ Melhado |

| Arbitro: | Diekmann (Dortmund) |

|                            |           |           |
| Voňková 10’, 53’ Hearn 48’ | Marcatori | 63’ Moser |

| Arbitro: | Wozniak (Herne) |

|              |           |                        |
| Petermann 5’ | Marcatori | 36’ Hearn 48’ Hausicke |

| Arbitro: | Baitinger (Friesenheim) |

|                            |           |  |
| Hearn 43’, 89’ Voňková 60’ | Marcatori |  |

| Arbitro: | Wacker (Lehrensteinsfeld) |

|                                                          |           |             |
| Islacker 2’, 16’ Garefrekes 34’ Van Egmond 72’ Ōgimi 85’ | Marcatori | 78’ Voňková |

| Arbitro: | Söder (Ingolstadt) |

|               |           |           |
| Munk 12’, 71’ | Marcatori | 65’ Hearn |

| Arbitro: | Müller-Schmäh (Potsdam) |

|                    |           |  |
| Landeka 43’ (rig.) | Marcatori |  |

### DFB-Pokal der Frauen
| Arbitro: | Kunkel (Amburgo) |

|  |           |                                                                    |
|  | Marcatori | 2’ Melhado 7’ Rudelić 16’ Voňková 53’ Landeka 59’ Arnold 61’ Hearn |

| Arbitro: | Lohmeyer (Holtland) |

|              |           |                                       |
| McCarthy 81’ | Marcatori | 21’ Van den Heiligenberg 70’ Hausicke |

| Arbitro: | Wozniak (Herne) |

|  |           |                                              |
|  | Marcatori | 17’ Hearn 57’ Voňková 64’ Landeka 66’ Martin |

| Arbitro: | Hussein (Bad Harzburg) |

|             |           |                                   |
| Rudelić 62’ | Marcatori | 12’, 58’, 68’ Burger 72’ Van Bonn |

## Statistiche

### Statistiche di squadra
| Competizione         | Punti | In casa | In casa | In casa | In casa | In casa | In casa | In trasferta | In trasferta | In trasferta | In trasferta | In trasferta | In trasferta | Totale | Totale | Totale | Totale | Totale | Totale | DR  |
| Competizione         | Punti | G       | V       | N       | P       | Gf      | Gs      | G            | V            | N            | P            | Gf           | Gs           | G      | V      | N      | P      | Gf     | Gs     | DR  |
| -------------------- | ----- | ------- | ------- | ------- | ------- | ------- | ------- | ------------ | ------------ | ------------ | ------------ | ------------ | ------------ | ------ | ------ | ------ | ------ | ------ | ------ | --- |
| Frauen-Bundesliga    | 31    | 11      | 5       | 2       | 4       | 18      | 23      | 11           | 4            | 2            | 5            | 12           | 22           | 22     | 9      | 4      | 9      | 30     | 45     | -15 |
| DFB-Pokal der Frauen | -     | 1       | 0       | 0       | 1       | 1       | 4       | 3            | 3            | 0            | 0            | 12           | 1            | 4      | 1      | 0      | 3      | 13     | 5      | +8  |
| Totale               | -     | 12      | 5       | 2       | 5       | 19      | 27      | 14           | 7            | 2            | 5            | 24           | 23           | 26     | 10     | 4      | 12     | 43     | 50     | -7  |

### Andamento in campionato
| Giornata  | 1  | 2  | 3 | 4 | 5 | 6 | 7  | 8 | 9 | 10 | 11 | 12 | 13 | 14 | 15 | 16 | 17 | 18 | 19 | 20 | 21 | 22 |
| --------- | -- | -- | - | - | - | - | -- | - | - | -- | -- | -- | -- | -- | -- | -- | -- | -- | -- | -- | -- | -- |
| Luogo     | C  | T  | C | T | C | T | C  | T | C | C  | T  | T  | C  | T  | C  | T  | C  | T  | C  | T  | T  | C  |
| Risultato | P  | N  | V | P | N | N | N  | V | P | P  | P  | V  | V  | V  | P  | P  | V  | V  | V  | P  | P  | V  |
| Posizione | 12 | 11 | 7 | 8 | 8 | 9 | 10 | 8 | 9 | 9  | 9  | 9  | 9  | 7  | 7  | 9  | 7  | 6  | 5  | 7  | 7  | 6  |

Legenda:

Luogo: C = Casa; T = Trasferta. Risultato: V = Vittoria; N = Pareggio; P = Sconfitta.

### Statistiche delle giocatrici
| Giocatore               | Frauen-Bundesliga | Frauen-Bundesliga | Frauen-Bundesliga | Frauen-Bundesliga | DFB-Pokal der Frauen | DFB-Pokal der Frauen | DFB-Pokal der Frauen | DFB-Pokal der Frauen | Totale   | Totale | Totale      | Totale     |
| Giocatore               | Presenze          | Reti              | Ammonizioni       | Espulsioni        | Presenze             | Reti                 | Ammonizioni          | Espulsioni           | Presenze | Reti   | Ammonizioni | Espulsioni |
| ----------------------- | ----------------- | ----------------- | ----------------- | ----------------- | -------------------- | -------------------- | -------------------- | -------------------- | -------- | ------ | ----------- | ---------- |
| J. Arnold               | 22                | 1                 | 3                 | 0                 | 4                    | 1                    | 0                    | 0                    | 26       | 2      | 3           | 0          |
| A. Breitenbach          | 22                | 0                 | 2                 | 0                 | 4                    | 0                    | 0                    | 0                    | 26       | 0      | 2           | 0          |
| J.M. Cruz               | 1                 | 0                 | 0                 | 0                 | -                    | -                    | -                    | -                    | 1        | 0      | 0           | 0          |
| V. Fischer              | 1                 | -5                | 0                 | 0                 | -                    | -                    | -                    | -                    | 1        | -5     | 0           | 0          |
| J. Gornowitz            | 0                 | 0                 | 0                 | 0                 | 0                    | 0                    | 0                    | 0                    | 0        | 0      | 0           | 0          |
| A. Graser               | 1                 | 0                 | 0                 | 0                 | -                    | -                    | -                    | -                    | 1        | 0      | 0           | 0          |
| L. Hausicke             | 20                | 1                 | 7                 | 0                 | 4                    | 1                    | 1                    | 0                    | 24       | 2      | 8           | 0          |
| A. Hearn                | 22                | 11                | 1                 | 0                 | 4                    | 2                    | 0                    | 0                    | 26       | 13     | 1           | 0          |
| K. Heinze               | 13                | 0                 | 4                 | 0                 | 1                    | 0                    | 0                    | 0                    | 14       | 0      | 4           | 0          |
| A. Heuschkel            | -                 | -                 | -                 | -                 | -                    | -                    | -                    | -                    | -        | -      | -           | -          |
| A. Krafczyk             | 1                 | 0                 | 0                 | 0                 | 1                    | 0                    | 0                    | 0                    | 2        | 0      | 0           | 0          |
| I. Landeka              | 22                | 5                 | 4                 | 0                 | 3                    | 2                    | 1                    | 0                    | 25       | 7      | 5           | 0          |
| K. Längert              | -                 | -                 | -                 | -                 | -                    | -                    | -                    | -                    | -        | -      | -           | -          |
| J. Martin               | 15                | 1                 | 0                 | 0                 | 3                    | 1                    | 0                    | 0                    | 18       | 2      | 0           | 0          |
| S. Michel               | 21                | -40               | 1                 | 0                 | 3                    | 2                    | 1                    | 0                    | 24       | -38    | 2           | 0          |
| F. Mauersberger         | -                 | -                 | -                 | -                 | -                    | -                    | -                    | -                    | -        | -      | -           | -          |
| R. Melhado              | 18                | 1                 | 2                 | 0                 | 4                    | 1                    | 0                    | 0                    | 22       | 2      | 2           | 0          |
| V. Müller               | -                 | -                 | -                 | -                 | -                    | -                    | -                    | -                    | -        | -      | -           | -          |
| R. Percival             | 16                | 0                 | 2                 | 0                 | 2                    | 0                    | 0                    | 0                    | 18       | 0      | 2           | 0          |
| I. Rudelić              | 14                | 1                 | 1                 | 0                 | 3                    | 2                    | 1                    | 0                    | 17       | 3      | 2           | 0          |
| J. Sedláčková           | 17                | 0                 | 2                 | 0                 | 2                    | 0                    | 0                    | 0                    | 19       | 0      | 2           | 0          |
| C. Schöppe              | 0                 | 0                 | 0                 | 0                 | 1                    | 0                    | 0                    | 0                    | 1        | 0      | 0           | 0          |
| D. Silva                | 19                | 0                 | 2                 | 0                 | 4                    | 0                    | 0                    | 0                    | 23       | 0      | 2           | 0          |
| S. Utes                 | 1                 | 0                 | 0                 | 0                 | 1                    | 0                    | 0                    | 0                    | 2        | 0      | 0           | 0          |
| A. Weiß                 | 14                | 0                 | 0                 | 0                 | 3                    | 0                    | 0                    | 0                    | 17       | 0      | 0           | 0          |
| C. Van den Heiligenberg | 21                | 1                 | 0                 | 0                 | 3                    | 1                    | 0                    | 0                    | 24       | 2      | 0           | 0          |
| L. Voňková              | 20                | 6                 | 3                 | 0                 | 4                    | 2                    | 0                    | 0                    | 24       | 8      | 3           | 0          |